# Puyol-Cazalet
Puyol-Cazalet is een gemeente in het Franse departement Landes (regio Nouvelle-Aquitaine) en telt 111 inwoners (2009). De plaats maakt deel uit van het arrondissement Mont-de-Marsan.

## Geografie
De oppervlakte van Puyol-Cazalet bedraagt 4,6 km², de bevolkingsdichtheid is dus 24,1 inwoners per km².
De onderstaande kaart toont de ligging van Puyol-Cazalet met de belangrijkste infrastructuur en aangrenzende gemeenten.

## Demografie
Onderstaande figuur toont het verloop van het inwonertal (bron: INSEE-tellingen).